# Acokanthera schimperi
Acokanthera schimperi är en oleanderväxtart som först beskrevs av A. Dc., och fick sitt nu gällande namn av Georg August Schweinfurth. Acokanthera schimperi ingår i släktet Acokanthera och familjen oleanderväxter. Inga underarter finns listade i Catalogue of Life.